# آگوست یاکوبسون
آگوست یاکوبسون (استونیایی: August Jakobson; ۲ سپتامبر ۱۹۰۴ – ۲۳ مهٔ ۱۹۶۳) نویسنده و سیاستمدار اهل استونی بود.
او تنها نمایشنامه‌نویس استونیایی در بین معاصران خود بود که نمایشنامه‌هایش از سانسور شوروی در امان ماند و به دیگر کشورهای شوروی رسید. از وی به عنوان استالینیسم پیشرو درام استونیایی شوروی یاد شده‌است.
یاکوبسون از سال ۱۹۵۰ تا ۱۹۵۸ رییس هیئت رئیسه شورای عالی شوروی جمهوری شوروی سوسیالیستی استونی بود. وی همچنین برندهٔ جوایزی همچون نشان لنین شده‌است.